# Котурн

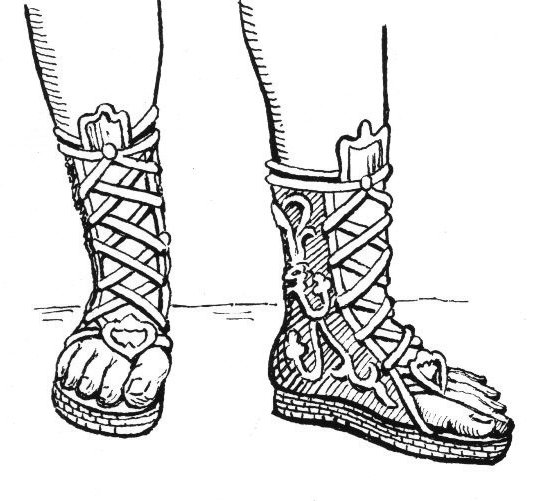
Котурн

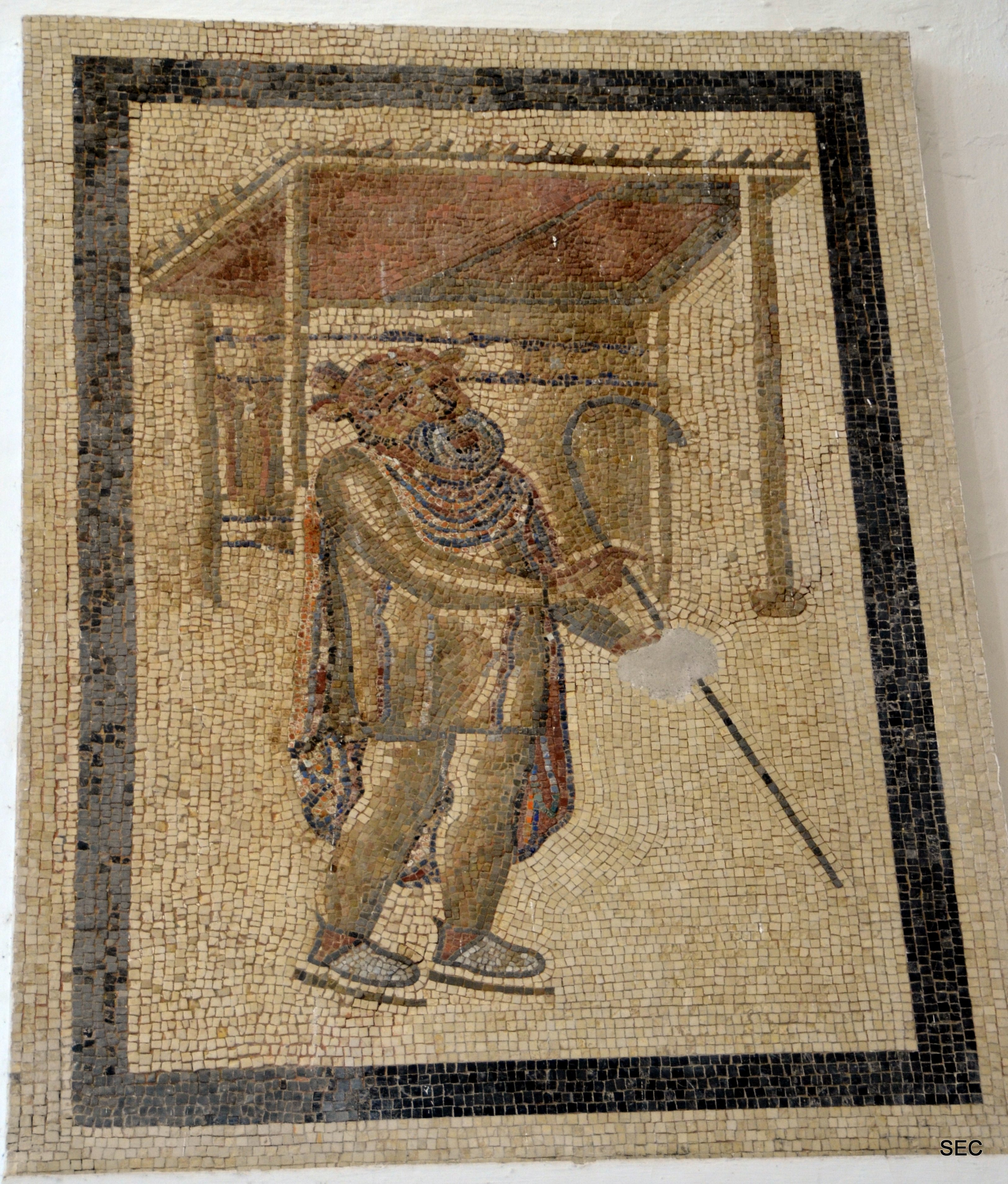
Трагический актёр римского театра на котурнах. Мозаика из Алькасара в Кордове.

Коту́рн (платформа) — вид обуви.

## Сапоги
Коту́рн (платформа) — высокий открытый сапог из мягкой кожи на высокой подошве.
Не путать с патенами и чопинами.

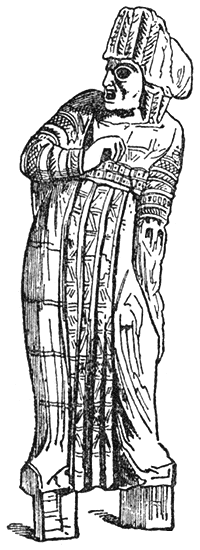
Трагический актёр. Рисунок Поля Селье из Словаря греческих и римских древностей / Под ред. Ш.-В. Дарамбера и Э. Сальо.

Как повседневная обувь котурны были по средствам только обеспеченным людям. Котурны использовались актёрами при исполнении трагических ролей — они зрительно увеличивали рост актёра, делали его поступь более величавой, как то и подобало персонажам трагедий. Около 500 года до н. э. стали использовать котурны на толстой подошве. Сначала её делали из кожи, а со II века до н. э. — из пробки; высота подошвы с эллинистического периода постоянно увеличивается. В императорскую эпоху подошва котурна в некоторых случаях была высотой в локоть, так что котурны стали напоминать ходули.

## Ботинки-котурны
В Древнем Риме ботинки-котурны надевали актёры трагедии, изображающие богов, а иногда и императоры, равнявшие себя с божествами. Актёры же комедии носили специальную обувь сокк (лат. soccus). Эти термины вошли в переносном смысле в латинский язык как обозначение высокого и низкого стиля и тона.
Котурны носили некоторые мужчины, но это рассматривалось как вызов или как знак пренебрежения к другим людям.